# Associação Brasileira da Infraestrutura e Indústrias de Base
A Associação Brasileira da Infraestrutura e Indústrias de Base (ABDIB) é uma organização brasileira fundada em 5 de maio de 1955 para desenvolver o mercado de indústrias de base e de infraestrutura.
Até 1995, a Abdib reunia principalmente empresas de bens de capital sob encomenda e indústrias de base. A partir de então, passou a contar também com a participação de empresas investidoras, operadores e concessionárias públicas e privadas de infraestrutura. Atualmente, cerca de 144 grupos empresariais fazem parte da Abdib. Em 2010, a contribuição desses grupo para o produto interno bruto brasileiro foi R$ 565 bilhões (quase 15% do PIB). Juntos esses grupos empregam 372.000 pessoas
Em 2014, a diretoria da Abdib aprovou uma reestruturação administrativa e a associação passou a contar com um presidente-executivo. O primeiro presidente-executivo da Abdib foi Rodolpho Tourinho Neto, que foi responsável pela administração direta da instituição entre junho de 2014 até maio de 2015, quando faleceu. Em janeiro de 2016, Venilton Tadini assumiu o cargo de presidente-executivo da Abdib.

## Presidentes
| Presidente                 | Início | Fim  |
| Jorge de Souza Resende     | 1955   | 1963 |
| Luís Dumont Vilares        | 1963   | 1967 |
| Jorge de Souza Resende     | 1967   | 1969 |
| Macos Xavier da Silveira   | 1969   | 1973 |
| Claudio Bardella           | 1973   | 1977 |
| Carlos R. Villares         | 1977   | 1979 |
| Waldyr Antonio Gianetti    | 1979   | 1983 |
| Roberto Caiuby Vidigal     | 1983   | 1987 |
| A. Teófilo de Andrade Orth | 1987   | 1991 |
| Aldo Narcisi               | 1991   | 1995 |
| José Augusto Marques       | 1995   | 2004 |
| Paulo Godoy                | 2004   | 2009 |
| Paulo Godoy                | 2009   | 2012 |
| Paulo Godoy                | 2012   | 2014 |